# 비화중로
비화중로(Bihwajung-ro)은 경상북도 경주시 안강읍 중심부를 연결하는 도로이다.

## 노선 경로
- 삼거리 명칭 미상 - 칠평로
- 사거리 명칭 미상 - 화전북1길, 비화원로
- 삼거리 명칭 미상 - 안강중앙로

## 같이 보기
- 안강읍